# Polyaulon stiavnicensis
Polyaulon stiavnicensis är en stekelart som först beskrevs av Capek 1956.  Polyaulon stiavnicensis ingår i släktet Polyaulon och familjen brokparasitsteklar. Inga underarter finns listade i Catalogue of Life.